# Eupropacris sulcifer
Eupropacris sulcifer är en insektsart som först beskrevs av Heinrich Hugo Karny 1907.  Eupropacris sulcifer ingår i släktet Eupropacris och familjen gräshoppor. Inga underarter finns listade i Catalogue of Life.